# MERA
MERA fue un tipo de cohete sonda meteorológico ruso de dos etapas, consistente en dos cohetes idénticos propulsados por combustible sólido montados en tándem y estabilizados por aletas.
La carga útil se separaba de la segunda fase después del final de la combustión de esta, y un temporizador eyectaba la microsonda de la carga útil cerca del apogeo, a unos 85 km de altura. La microsonda, con un tamaño de 63 mm x 54 mm y un peso de 1,2 kg incluyendo el paracaídas, tomaba datos durante el descenso.
Sólo se lanzaron dos cohetes MERA, ambos el 1 de diciembre de 1992, y ambos exitosos.

## Especificaciones
- Apogeo: 85 km
- Carga útil: 1,2 kg
- Masa total: 60 kg
- Diámetro: 0,063 m
- Longitud total: 3,2 m
- Envergadura: 0,16 m